# Prealpi Gardesane
Le Prealpi Gardesane sono una sottosezione delle Prealpi Bresciane e Gardesane.
Interessano nella Regione Lombardia la Provincia di Brescia, nella Regione Trentino-Alto Adige la Provincia di Trento e nella Regione Veneto la Provincia di Verona.
Prendono il nome dal Lago di Garda attorno al quale sono disposte.

## Delimitazioni
Le Prealpi Gardesane sono limitate a ovest dalle valli Giudicarie, a nord dal fiume Sarca, a est dal fiume Adige e a sud dalle colline bresciane e veronesi.
Dal punto di vista orografico sono separate dalle Alpi Retiche meridionali dalla Sella di Bondo e dalla Sella di Narano.

## Classificazione

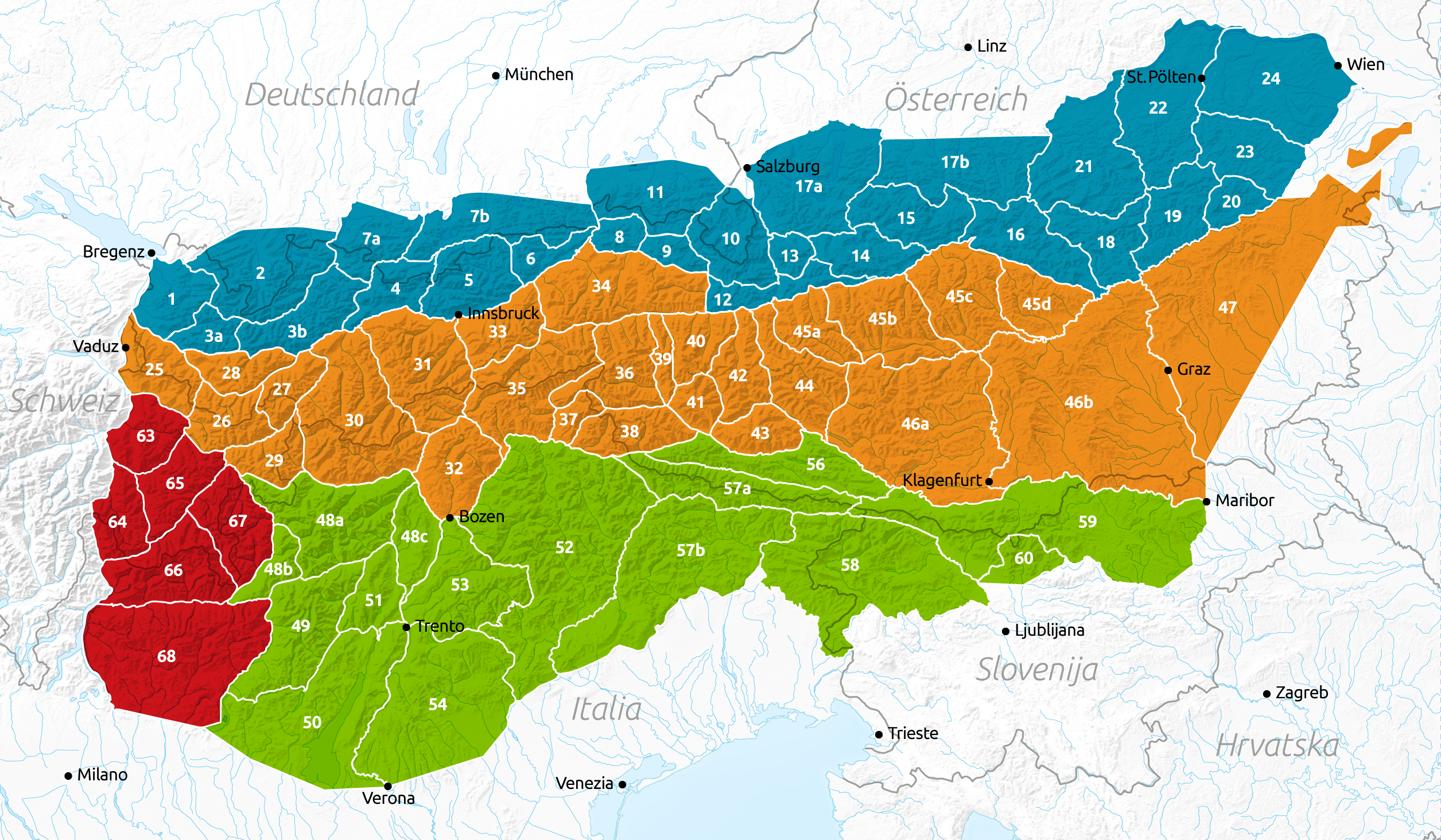
Le Prealpi Gardesane secondo l'AVE sono individuate dal numero 50.

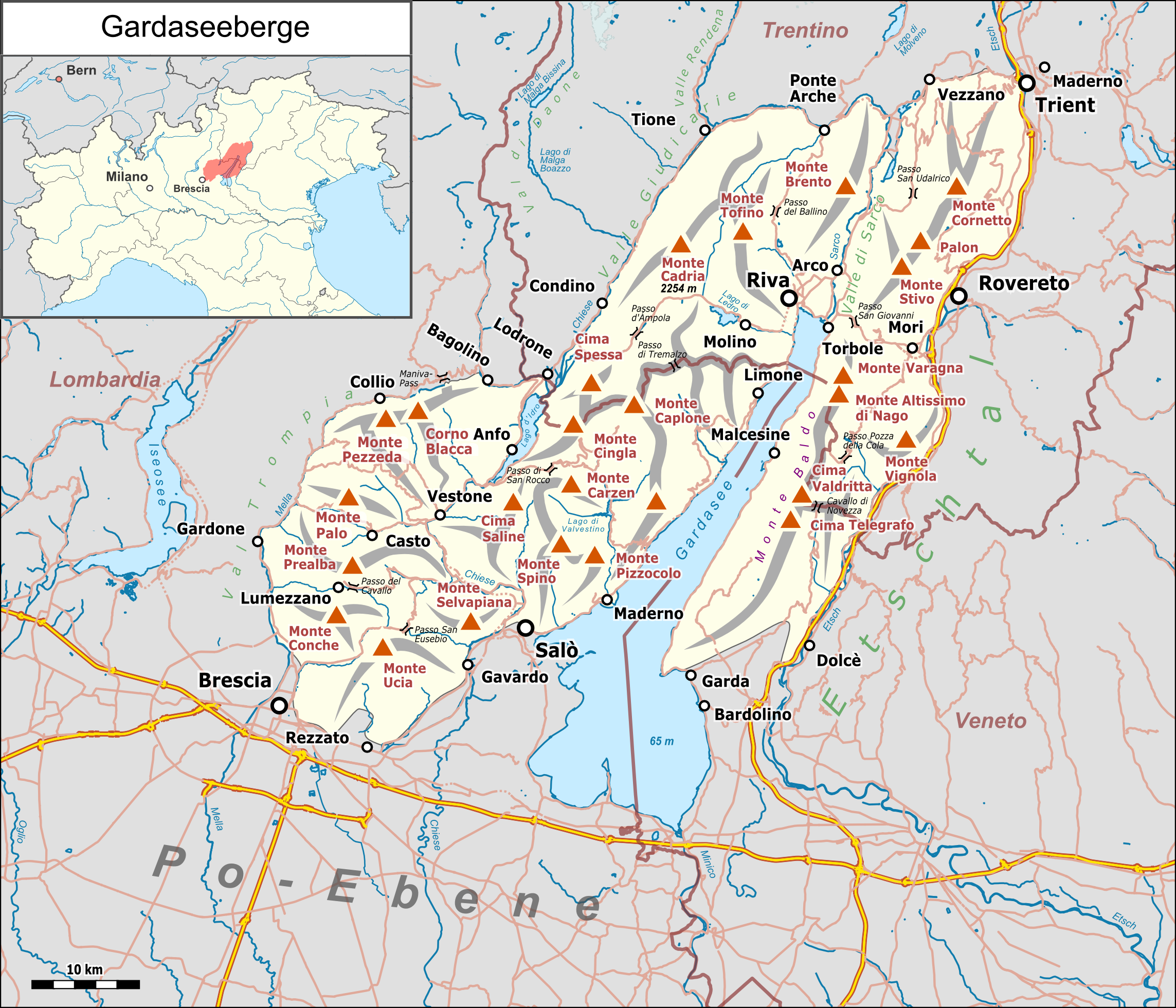
Cartina dettagliata del gruppo montuoso secondo l'AVE.

La Partizione delle Alpi le vedeva come parte della sezione n. 16 Prealpi Lombarde.
La SOIUSA le vede come una sottosezione alpina con la seguente classificazione:
- Grande parte = Alpi Orientali
- Grande settore = Alpi Sud-orientali
- Sezione = Prealpi Bresciane e Gardesane
- Sottosezione = Prealpi Gardesane
- Codice = II/C-30.II

La classificazione dell'AVE le definisce come il gruppo n. 50 nelle Alpi Orientali.

## Suddivisione

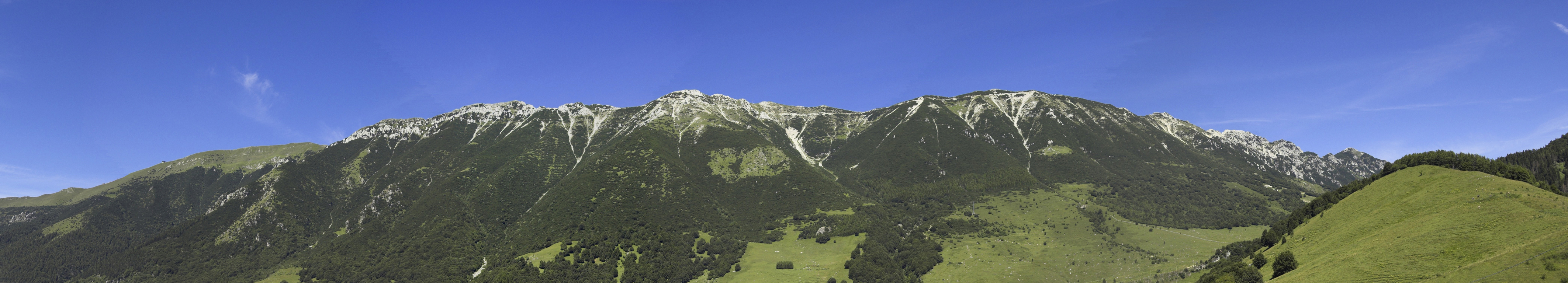
Panorama col Monte Baldo.

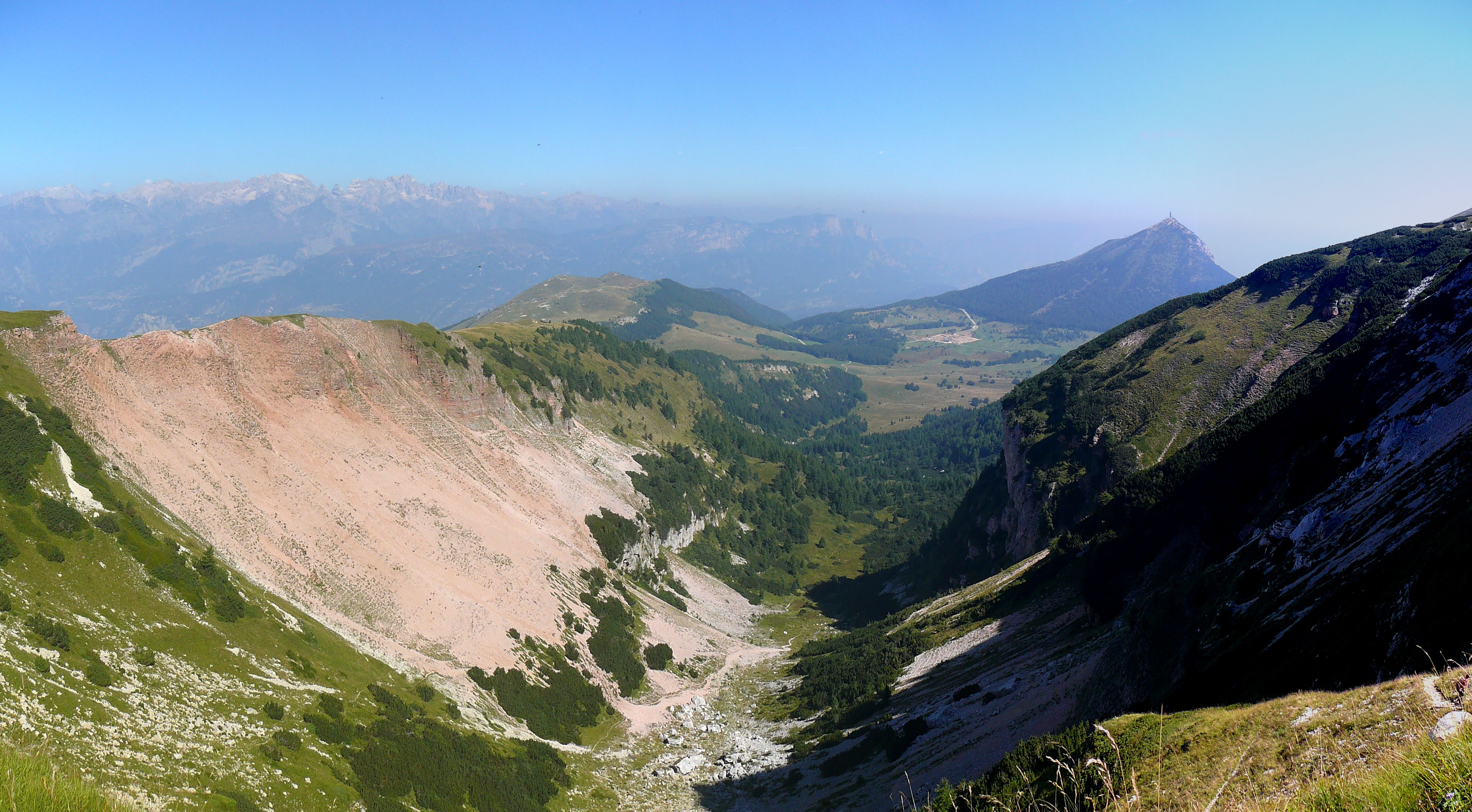
Monte Bondone

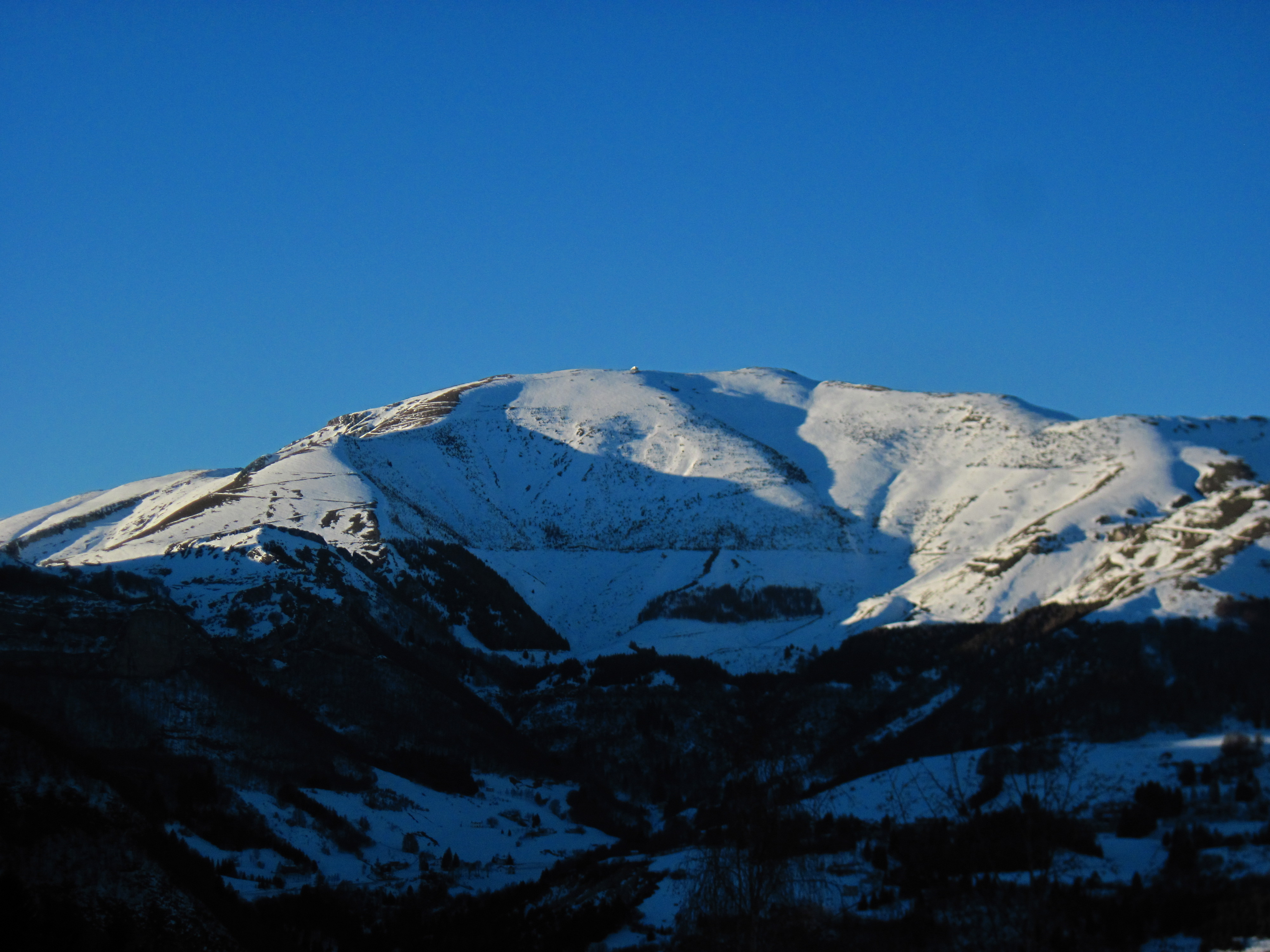
Monte Altissimo di Nago

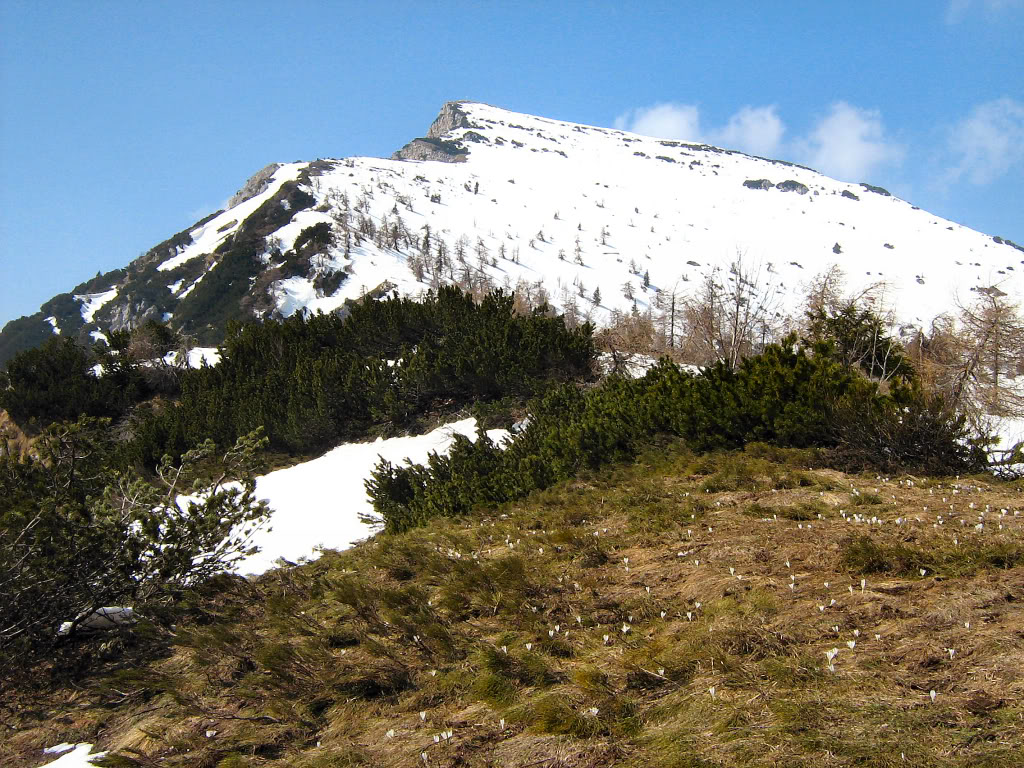
Monte Stivo

Si suddividono in accordo con la SOIUSA in tre supergruppi, sette gruppi e sei sottogruppi:
- Prealpi Giudicarie (A)[3]
  - Gruppo del Cadria (A.1)
  - Gruppo Dosso della Torta-Tofino (A.2)
- Prealpi Gardesane Sud-occidentali (B)[4]
  - Gruppo del Tremalzo (B.3)
  - Gruppo del Cablone (B.4)
  - Gruppo Tombea-Manos (B.5)
    - Sottogruppo della Cima Tombea (B.5.a)
    - Sottogruppo del Manos (B.5.b)
- Prealpi Gardesane Orientali (C)[5]
  - Gruppo Bondone-Stivo (C.6)
    - Sottogruppo del Cornetto di Bondone (C.6.a)
    - Sottogruppo del Monte Stivo (C.6.b)

  - Catena del Baldo (C.7)
    - Sottogruppo del Monte Altissimo di Nago (C.7.a)
    - Sottogruppo del Monte Baldo (C.7.b).

Le Prealpi Giudicarie si trovano a nord-ovest del lago di Garda; le Prealpi Gardesane Sud-occidentali ad ovest del lago di Garda e le Prealpi Gardesane Orientali ad est del lago.

## Vette principali
Le principali vette delle Prealpi Gardesane sono:
- Monte Cadria - 2.254 m
- Monte Baldo - 2.218 m
- Monte Bondone - 2.160 m
- Monte Tofino - 2.156 m
- Monte Altissimo - 2.127 m
- Monte Altissimo di Nago - 2.079 m
- Monte Stivo - 2.059 m
- Monte Caplone - 1.977 m
- Monte Tombea - 1.976 m
- Monte Tremalzo - 1.975 m
- Cima Spessa - 1.820 m
- Monte Pizzocolo - 1.582 m
- Monte Manos - 1.517 m
- Monte Stino - 1.466 m
- Monte Vesta - 1.400 m
- Cima Manga - 1.313 m

## Aree protette
Il parco regionale dell'Alto Garda Bresciano copre in gran parte le Prealpi Gardesane Sud-occidentali.
Inoltre le Prealpi Gardesane ospitano i biotopi del lago d'Idro, del lago di Loppio, del lago d'Ampola, della Lomasona, del monte Brione, delle Marocche di Dro e della torbiera di Fiavé; la riserva naturale integrale Lastoni Selva Pezzi, la riserva naturale integrale delle Tre Cime del Monte Bondone e la riserva naturale integrale Gardesana Orientale.